# Limonium melitense
Limonium melitense ist eine Pflanzenart aus der Familie der Bleiwurzgewächse (Plumbaginaceae). Sie ist ausschließlich in Malta beheimatet.

## Beschreibung
Limonium melitense ist eine ausdauernde, strauchige Pflanze mit niedrigem, verzweigten Wuchs. Sie ist unbehaart und 8 bis 30 Zentimeter hoch. Die flachen, grünen, verkehrt lanzettlichen Blätter sind 10 bis 30 Millimeter lang und 3 bis 7 Millimeter breit und am äußeren Ende gerundet bis abgestumpft. Sie bilden eine bodenständige Rosette. Zur Blütezeit vertrocknet das Blattwerk in der Regel.
Blütezeit ist von Sommer bis Herbst. Die Stängel des Blütenstandes sind aufrecht und vielfach verzweigt, an den Knoten brüchig, die Internodien sind 3 bis 15 Millimeter lang und gerade bis leicht gebogen. Der Blütenstand ist eine endständige Rispe, die einzelnen Ähren sind 1 bis 4,5 Zentimeter lang. Die je Zentimeter drei bis vier Ährchen sind zwei- bis drei-, selten vierblütig. Das äußere Tragblatt ist 1,5 Millimeter lang und 1,5 Millimeter breit, breit eiförmig und mit einem breiten weißen Rand versehen. Das mittlere Tragblatt ist 1,5 Millimeter lang und 1 Millimeter breit, elliptisch-eiförmig und mit weißem Rand versehen. Das innere Tragblatt ist 5 bis 5,5 Millimeter lang, 2,5 Millimeter breit und weist einen breiten transparenten Rand auf. Der Kelch ist 5,5 bis 6 Millimeter lang; der Limbus ist länger als die Röhre. Die spitz zulaufenden Kelchlappen sind 0,5 Millimeter lang. Die Krone ist von hell blauvioletter Farbe und rund 8 Millimeter lang.
Die Chromosomenzahl beträgt 2n = 18.

## Verbreitung
Die ausschließlich in Malta beheimatete Art besiedelt dort Küstenstandorte mit salzigen Böden, Klippen und felsige Standorte. Sie ist häufig.

## Systematik und botanische Geschichte
Die Art wurde 1988 von Salvatore Brullo anhand einer Aufsammlung aus dem Jahre 1985 erstbeschrieben. Das Artepitheton vom lateinischen Wort für Malta verweist auf die Heimat der Art.

## Nachweise
1. 1 2 3 4  Hans Christian Weber, Bernd Kendzior: Flora of the Maltese Islands - A Field Guide, 2006, ISBN 3-8236-1478-9, S. 122
2. 1 2 3 4  Salvatore Brullo: Miscellaneous Notes on the Genus Limonium (Plumbaginaceae) In: Willdenowia, Bd. 17, H. 1/2, 1988, S. 13